# Batman Autopsie
Batman Autopsie (Batman Unburied en version originale) est une série de podcasts narratifs de dix épisodes créée par David S. Goyer et lancée le 3 mai 2022 sur le service de streaming Spotify. Il met en en scène le personnage de Bruce Wayne / Batman dans sa quête pour arrêter le tueur en série The Harvester. Il s'agit de la première collaboration entre la maison d'édition DC Comics et Spotify en vue de développer d'autres productions autour d'autres personnages de l'univers DC Comics.

## Synopsis
Bruce Wayne est un médecin légiste dans la vie publique et le justicier masqué Batman dans sa vie privée. Au début de l'histoire, il examine les victimes du tueur en série The Harvester (Le Moissonneur).

## Fiche technique
- Titre original : Batman Unburied
- Titre français : Batman Autopsie
- Réalisation : Douglas Attal
- Scénario : David S. Goyer d'après les personnages de DC
- Sociétés de production : Spotify Studios, DC, Phantom Four, Blue Ribbon Content, en association avec Wolf at the Door et Une Fille Productions
- Société de diffusion : Spotify
- Pays de production :  États-Unis
- Langue originale : anglais
- Genre : suspense
- Dates de sortie : 
  - Etats-Unis : 5 avril 2022
  - France : 5 avril 2022

## Distribution
- Winston Duke (VF : Dali Benssalah)[2] : Bruce Wayne / Batman[3]
- Jason Isaacs (VF : Sam Karmann)[2] : Alfred Pennyworth[3]
- Hasan Minhaj (VF : Laurent Stocker)[2] : The Riddler[3] / Sphinx / L'Homme-Mystère
- Gina Rodriguez (VF : Julia Piaton)[2] : Barbara Gordon[3]
- Lance Reddick (VF : Thibault de Montalembert)[2] : Thomas Wayne[3]
- Toks Olagundoye (VF : Amira Casar)[2] : Martha Wayne[3]
- John Rhys-Davies (VF : André Dussollier)[2] : Dr Hunter[3]
- Ashly Burch (VF : Ana Girardot)[2] : Vicki Vale[3]
- Sam Witwer (VF : Christophe Montenez)[2] : The Harvester / Le Moissonneur
- Emmy Raver-Lampman (VF : Anaïde Rozam[2] et ?) : Kell[3] et Poison Ivy[4]
- Jessica Marie Garcia (en) (VF : Shirine Boutella)[2] : Renee Montoya[3]
- Jim Pirri (en) (VF : Guy Lecluyse)[2] : Arnold Flass[3]

## Développement

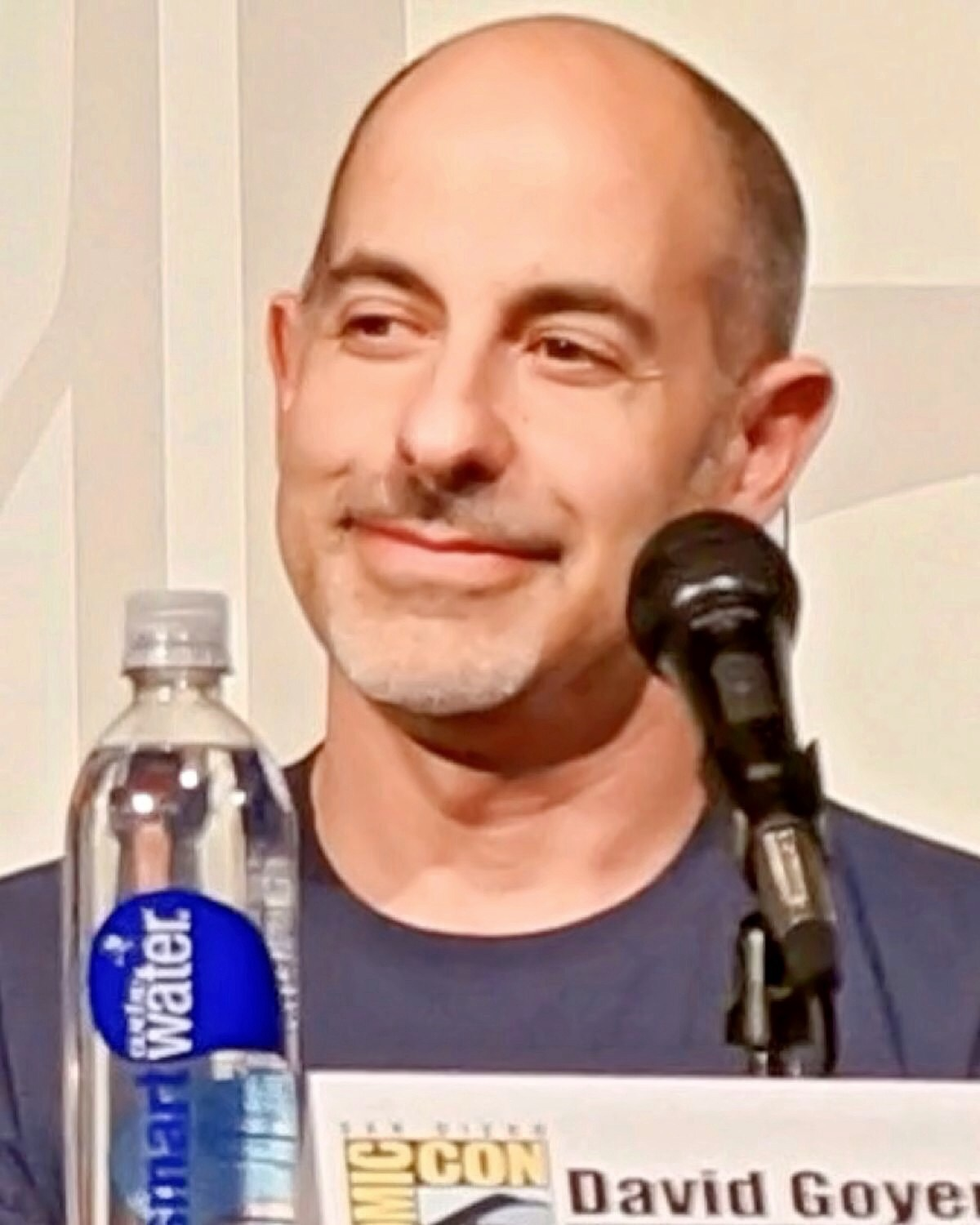
David S. Goyer en 2013.

En juin 2020, un partenariat entre la maison d'édition DC Comics et Spotify est annoncé afin de développer plusieurs podcast narratifs autour de plusieurs personnages de l'univers des comics DC Comics.
La série est notamment produite et écrite par David S. Goyer, déjà à l'œuvre auparavant dans l'univers du chevalier noir, ayant notamment scénarisé la trilogie de films The Dark Knight de Christopher Nolan entre 2005 et 2012.
Le 27 juillet 2021, Winston Duke est annoncé dans le rôle de Bruce Wayne / Batman. Le même jour, Jason Isaacs est annoncé dans le rôle du fidèle majordorme Alfred Pennyworth.